# 思明区
思明区（しみんく）は、中華人民共和国福建省廈門市に位置する市轄区。

## 歴史
区名の由来は1650年（永暦4年）、復明活動を行う鄭成功が廈門に駐留した際に、廈門を「明を思う」意味を込め思明州と改称したことに由来する。廈門市の行政区画制定の際に鄭成功を記念して思明区が設置された。

## 行政区画
2023年2月現在まで10街道を管轄する。
- 街道
  - 廈港街道、中華街道、浜海街道、鷺江街道、開元街道、梧村街道、篔簹街道、蓮前街道、嘉蓮街道、鼓浪嶼街道

## 交通

### 鉄道
- 中国国家鉄路集団
  - 鷹廈線
    - 廈門駅
- 廈門軌道交通
  - 1号線

- 呂厝駅 - 蓮花路口駅 - 蓮坂駅 - 湖浜東路駅 - 文灶駅 - 将軍祠駅 - 中山公園駅 - 鎮海路駅
- - 2号線
  - 3号線

### バス
- 旅遊サービスセンター - 輪渡碼頭の近くにあり、旅行案内だけでなく空港快線バスの発着場となっている。

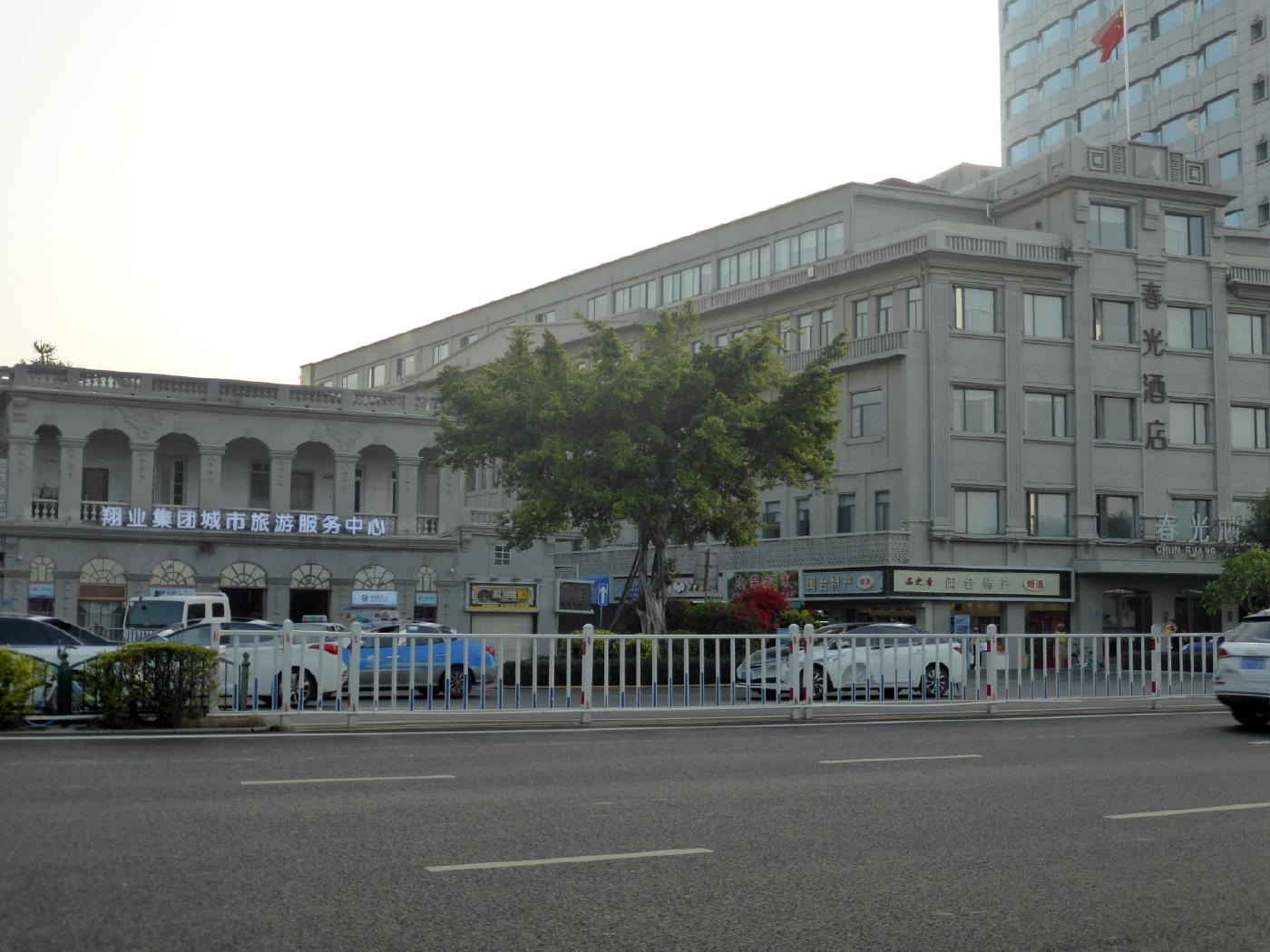
春光酒店に隣接する旅遊サービスセンター
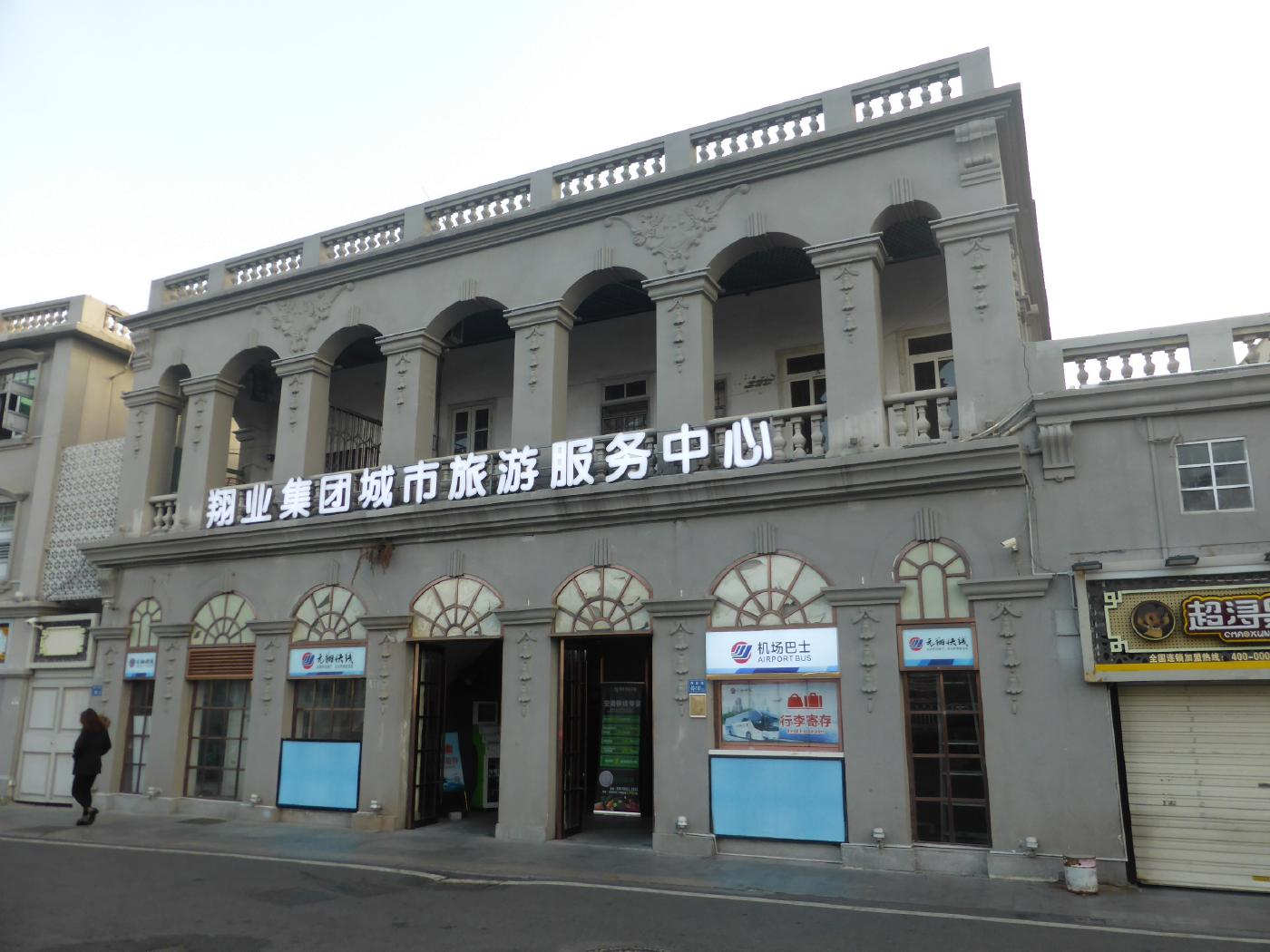
旅遊服務中心はエアポートバス発着場

### 港湾
- 第一碼頭客運碼頭 - 対岸の海滄区にある嵩嶼碼頭と航路あり

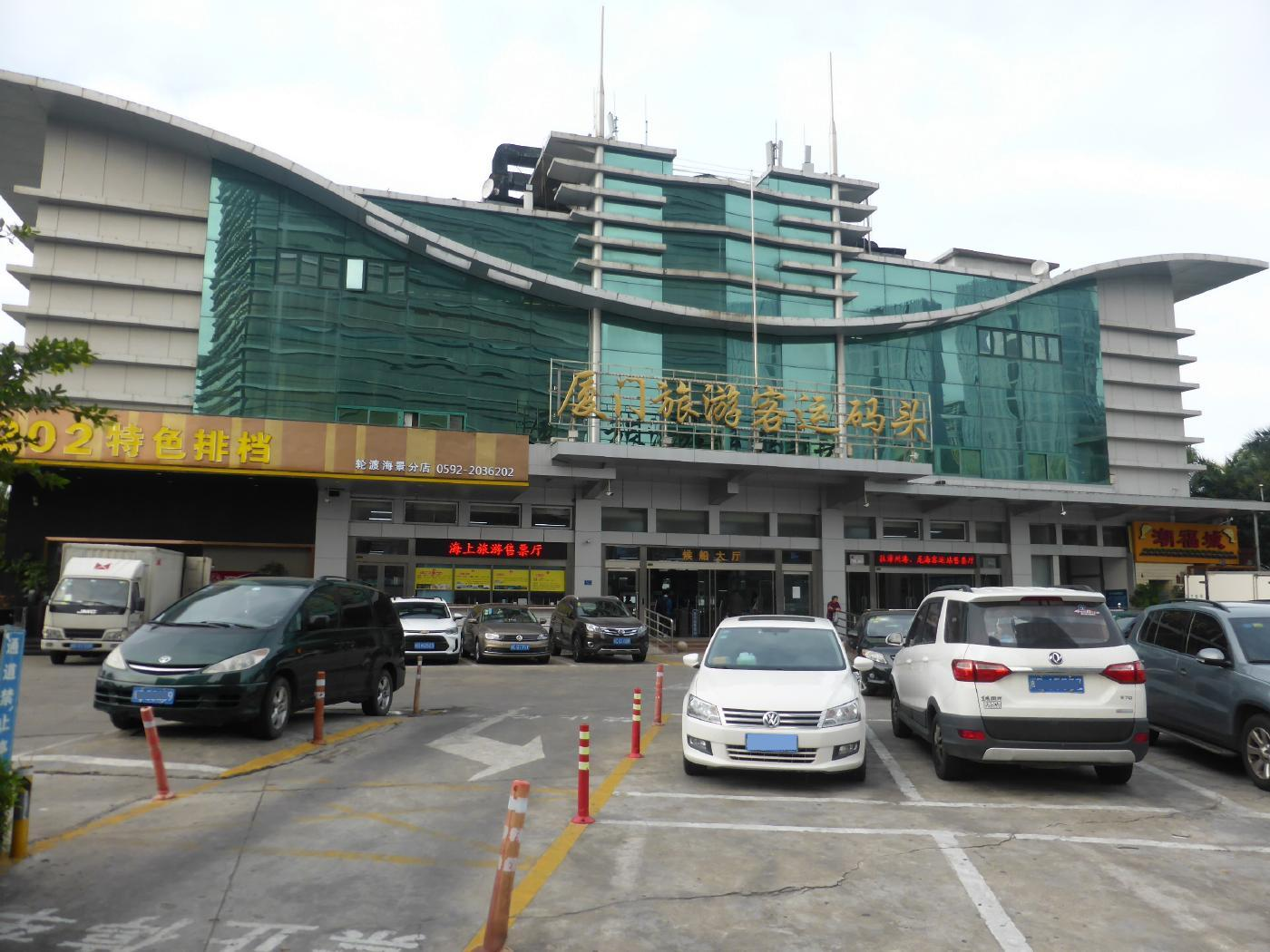
第一碼頭客運碼頭
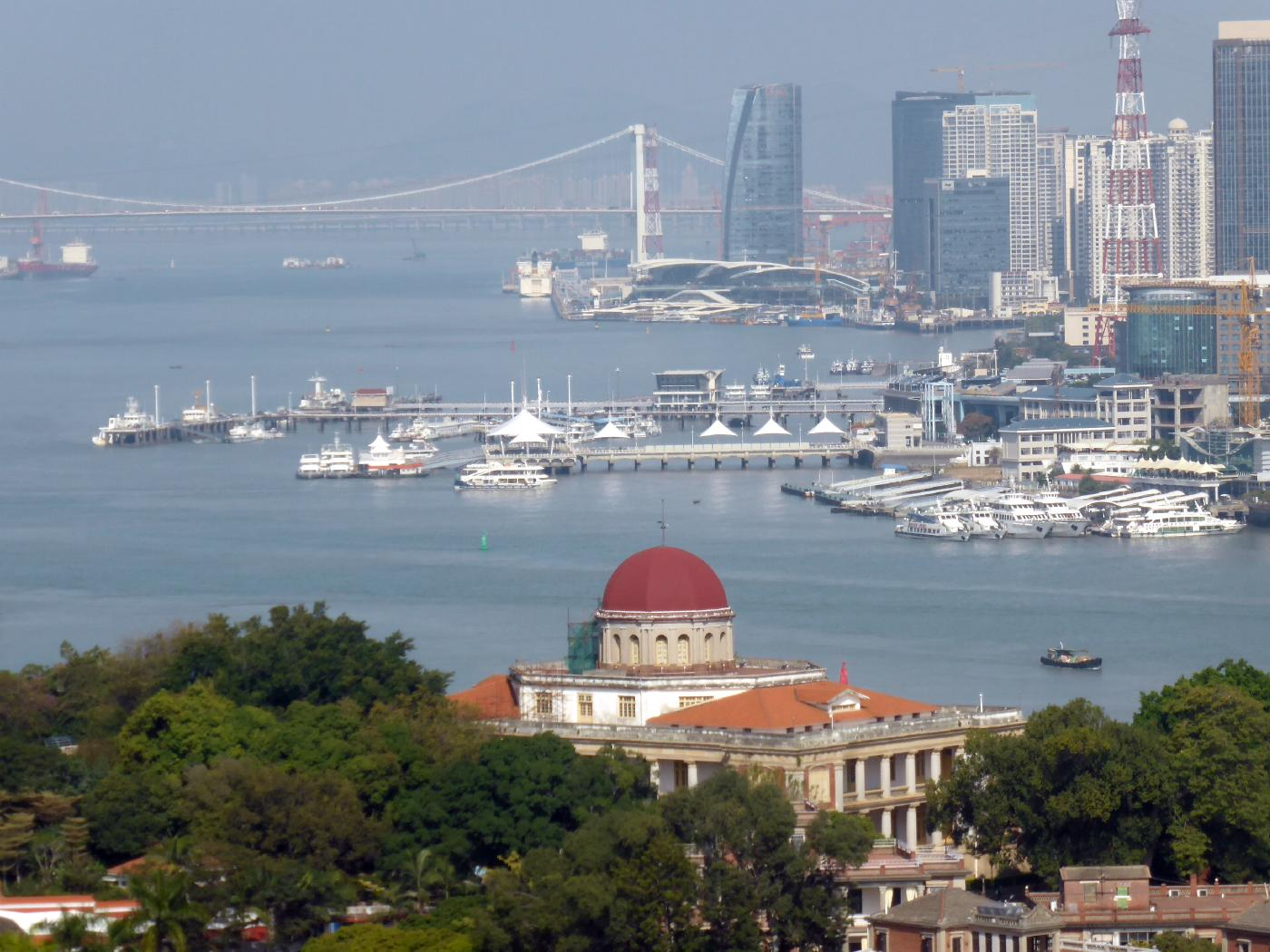
第一碼頭客運碼頭と奥の厦門国際郵輪中心

- 和平碼頭 - 海上看金門船、鷺江夜遊船発着港

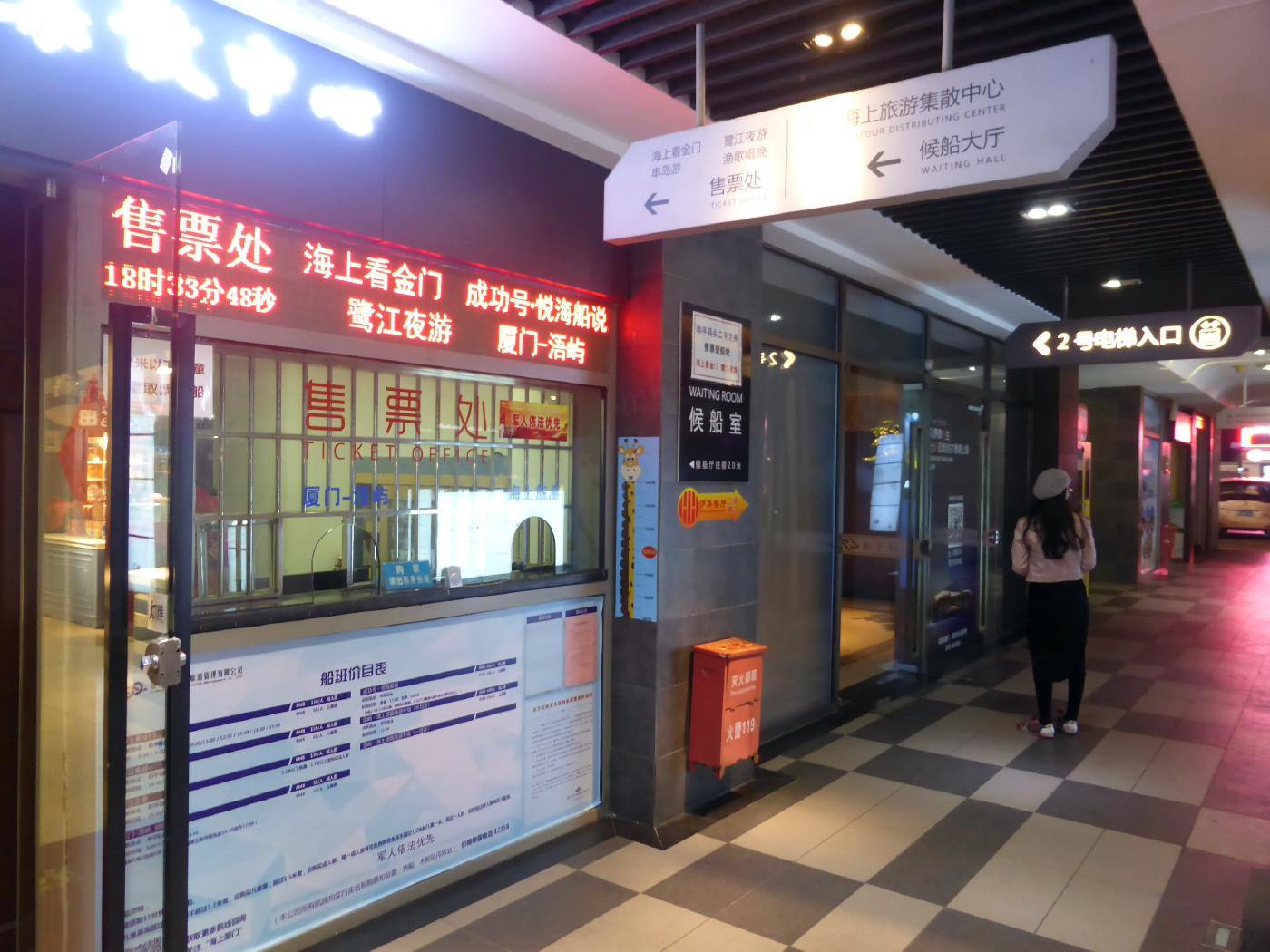
和平碼頭のチケットカウンター
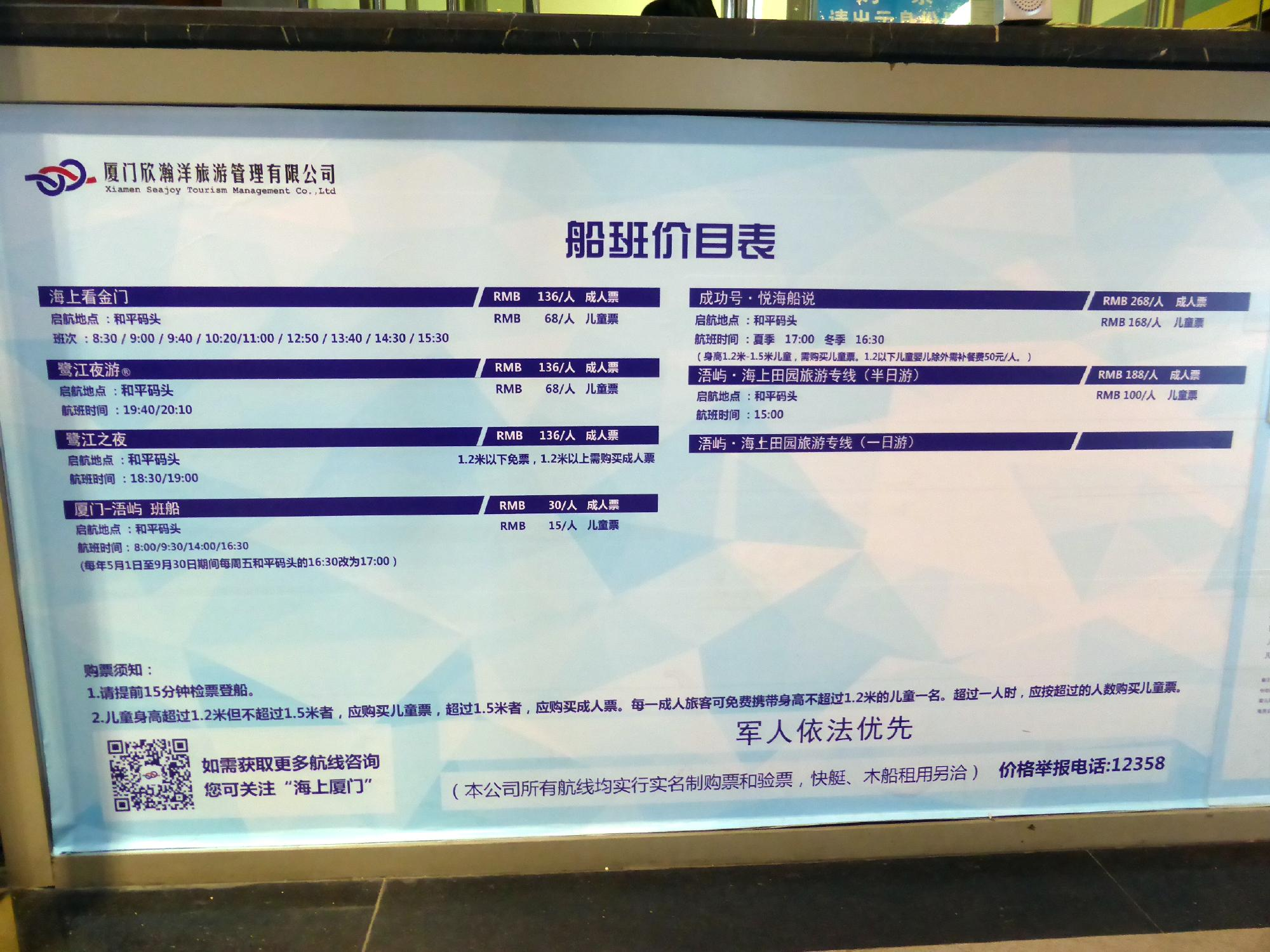
航路別コース
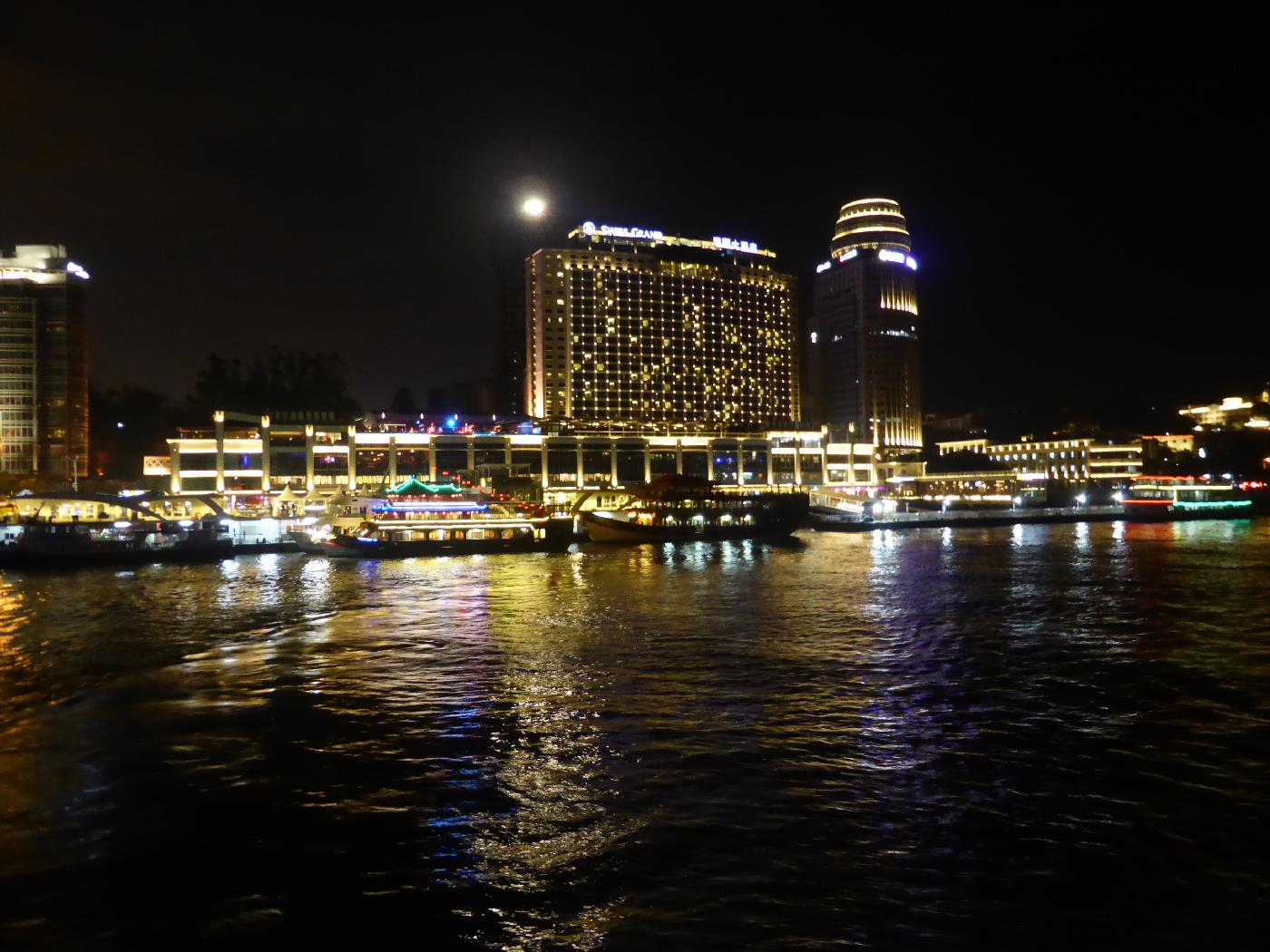
海側から見た和平埠頭全景
和平埠頭の搭乗橋
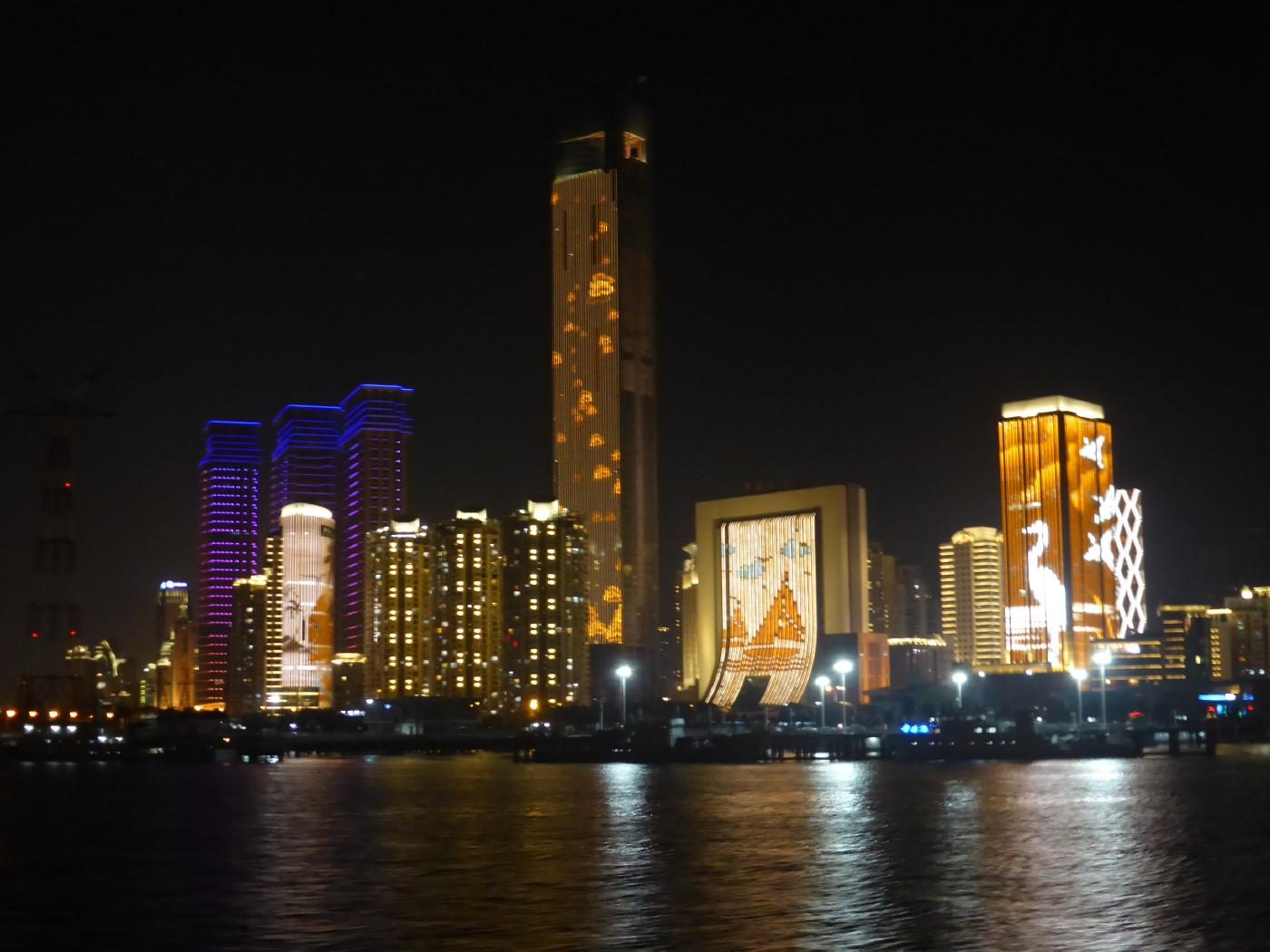
鷺江夜遊船で見られる鷺を形取ったネオン
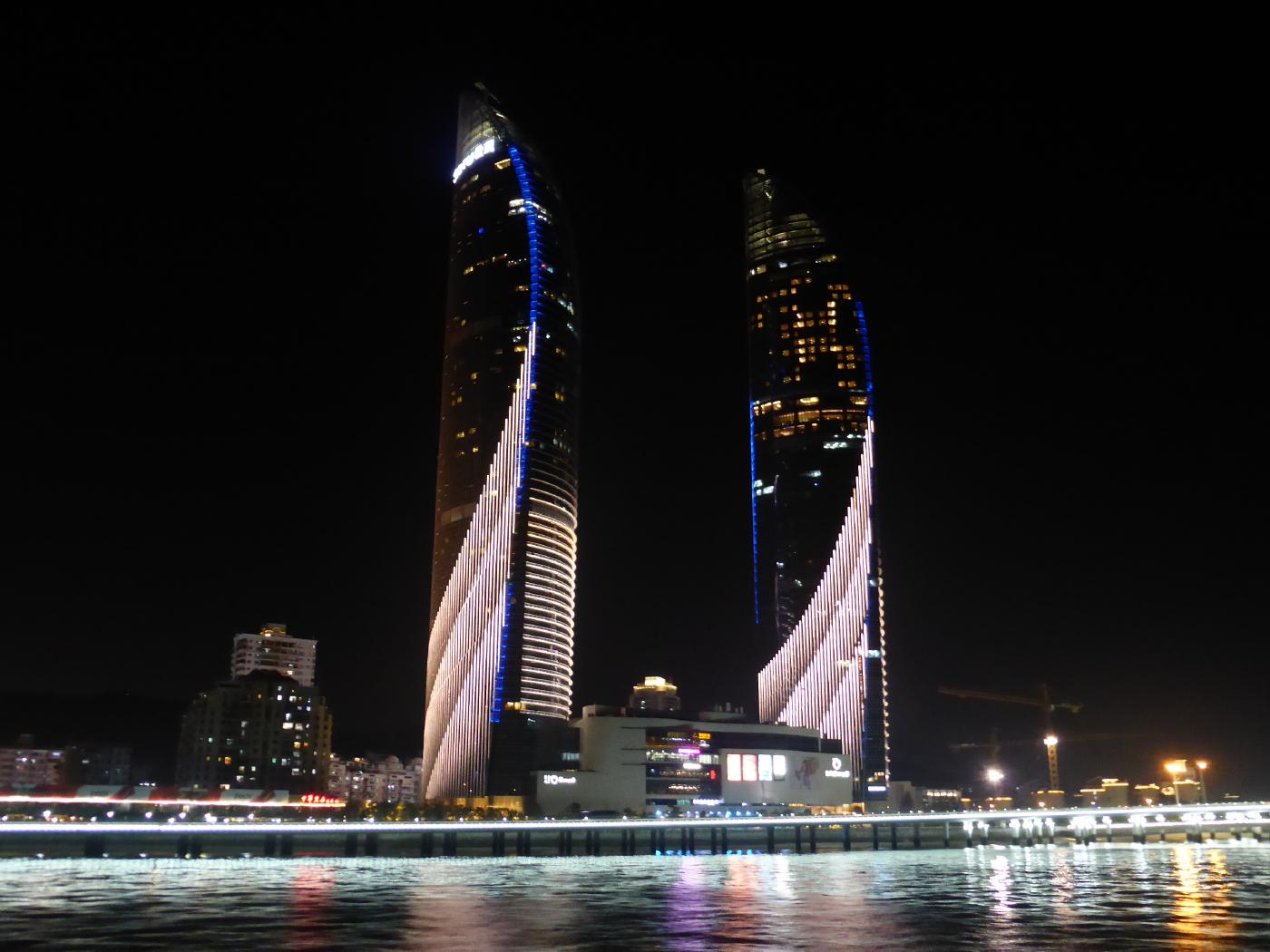
世茂海峡大厦（双子塔）

## 観光

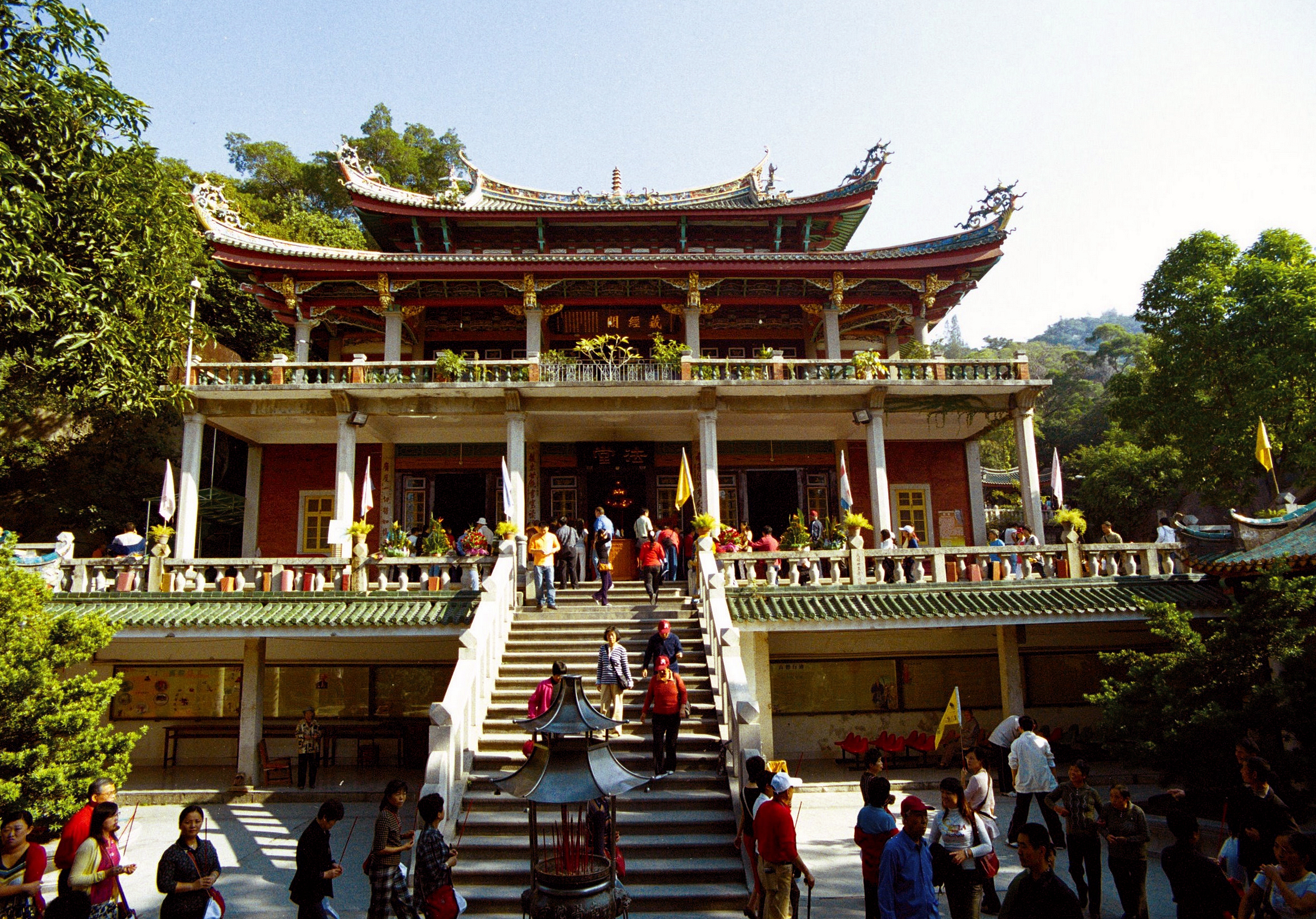
仏教寺院

- 中山路
- コロンス島（日光岩、鄭成功紀念館など）
- 中山公園
- 南普陀寺、沙坡尾、厦門大学、世茂海峡大厦
- 環島路（観音山、曾厝垵など）
- 廈門園林植物園（万石植物園）
- 篔簹湖、白鷺洲公園
- 胡里山砲台
- 狐尾山公園（海上明珠観光塔など）
- 厦門市体育センター、厦門博物館
- 第八市場 - 1926年に建設された市場で通称八市。海鮮を中心に野菜・日用品など1,000店舗が構える。

## ギャラリー

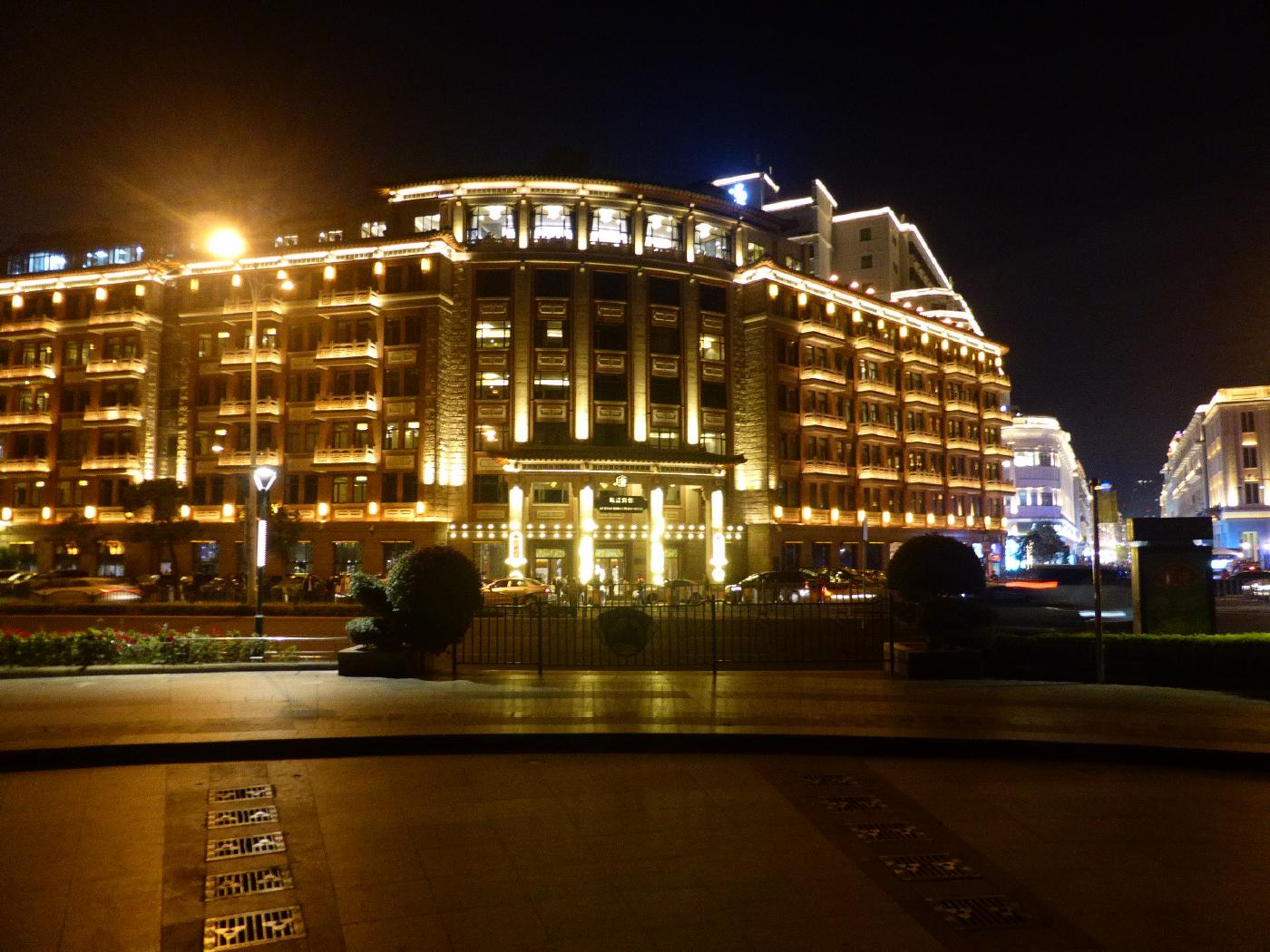
アモイで最も歴史あるホテル、鷺江賓館全景
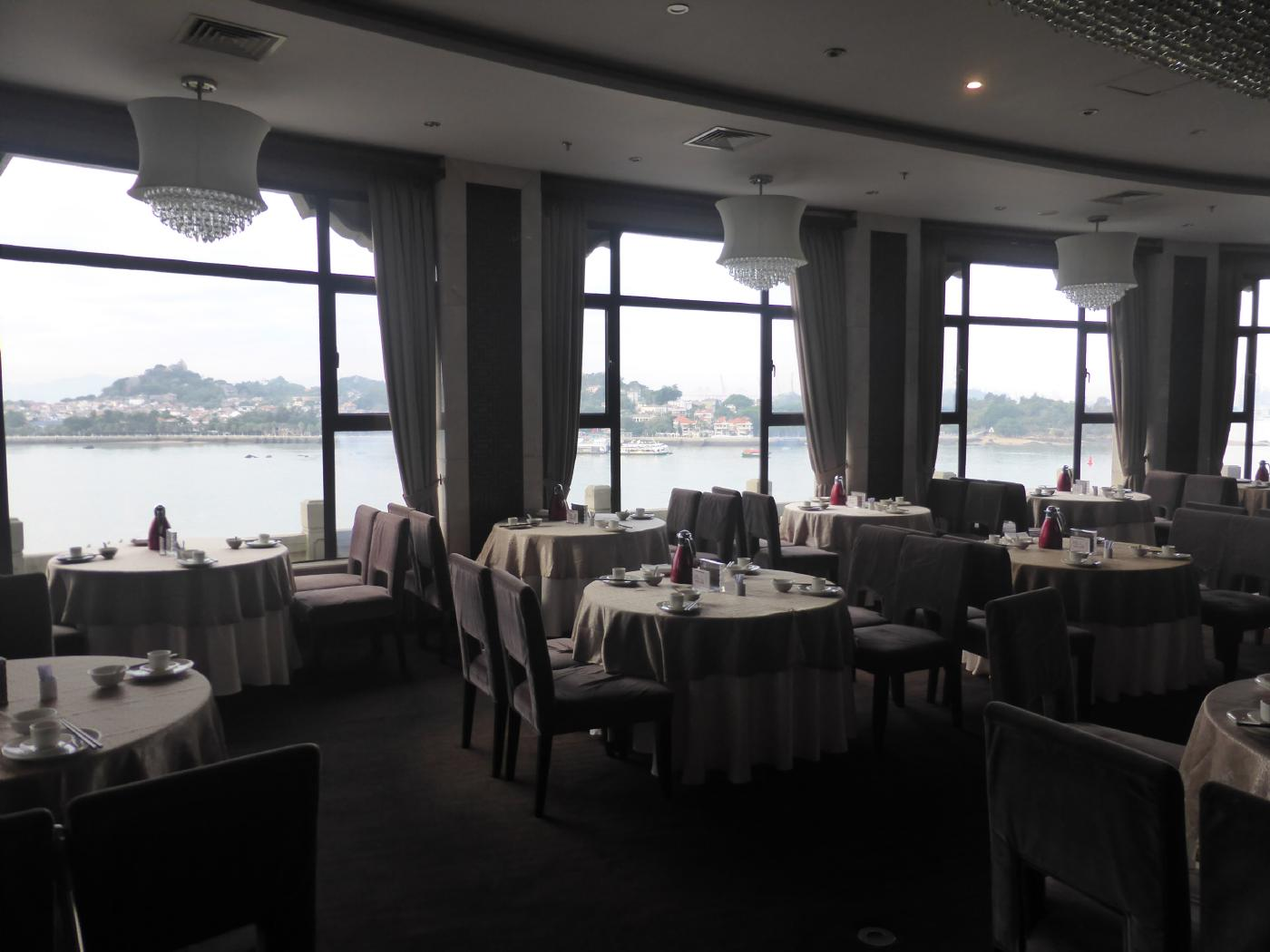
鷺江賓館の最上階レストラン
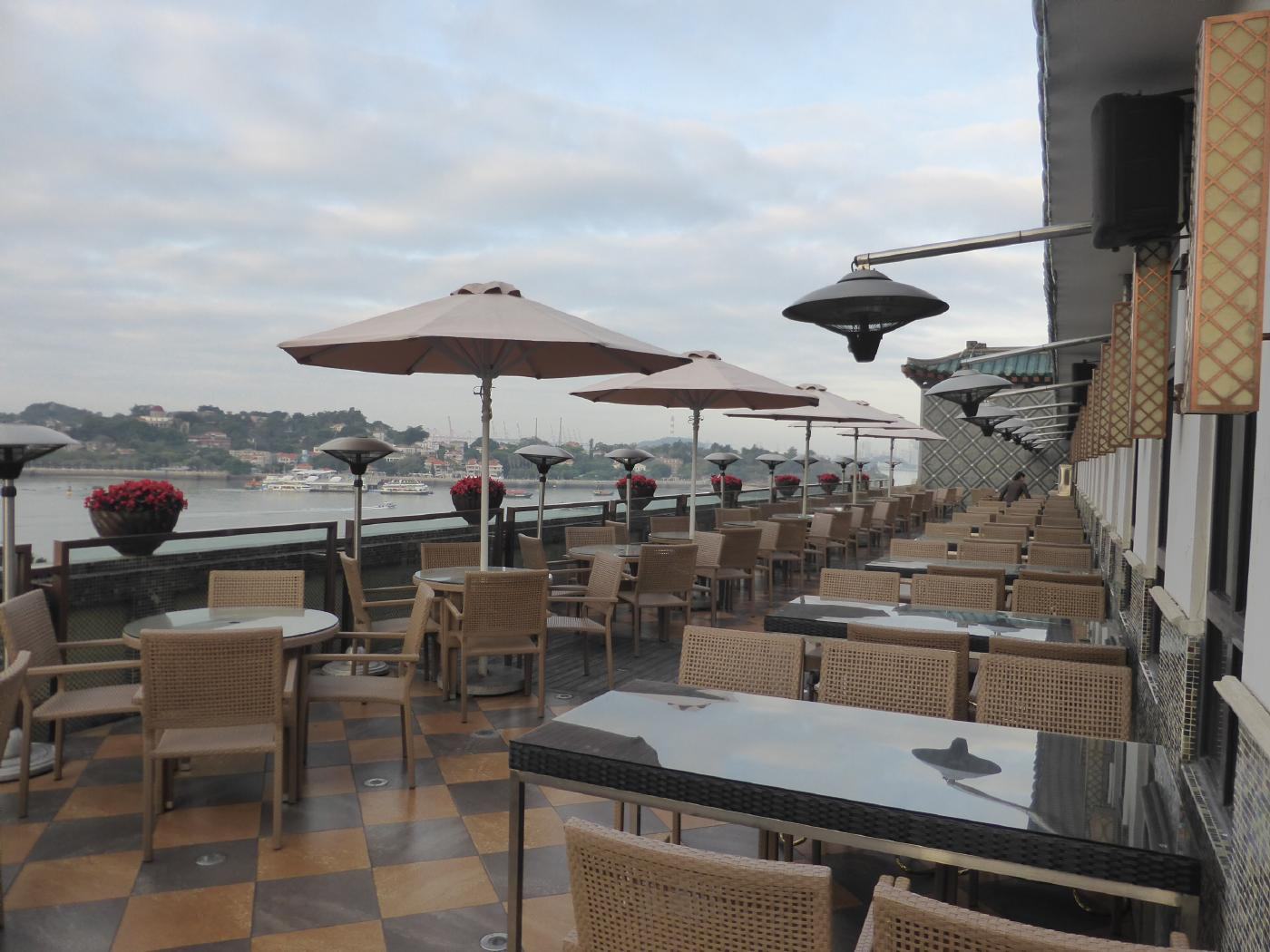
鷺江賓館テラス席から望むコロンス島
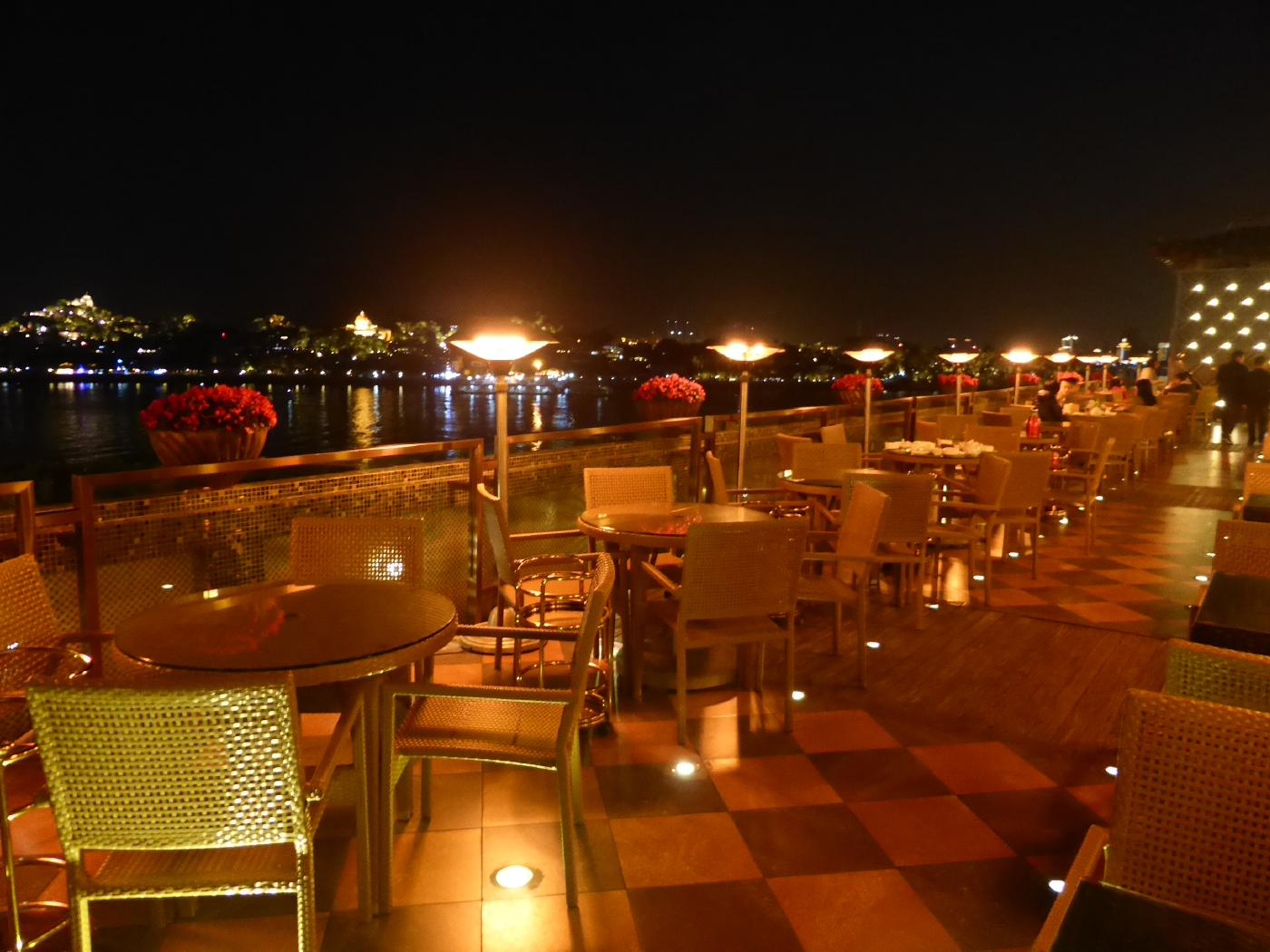
テラス席からのコロンス島夜景
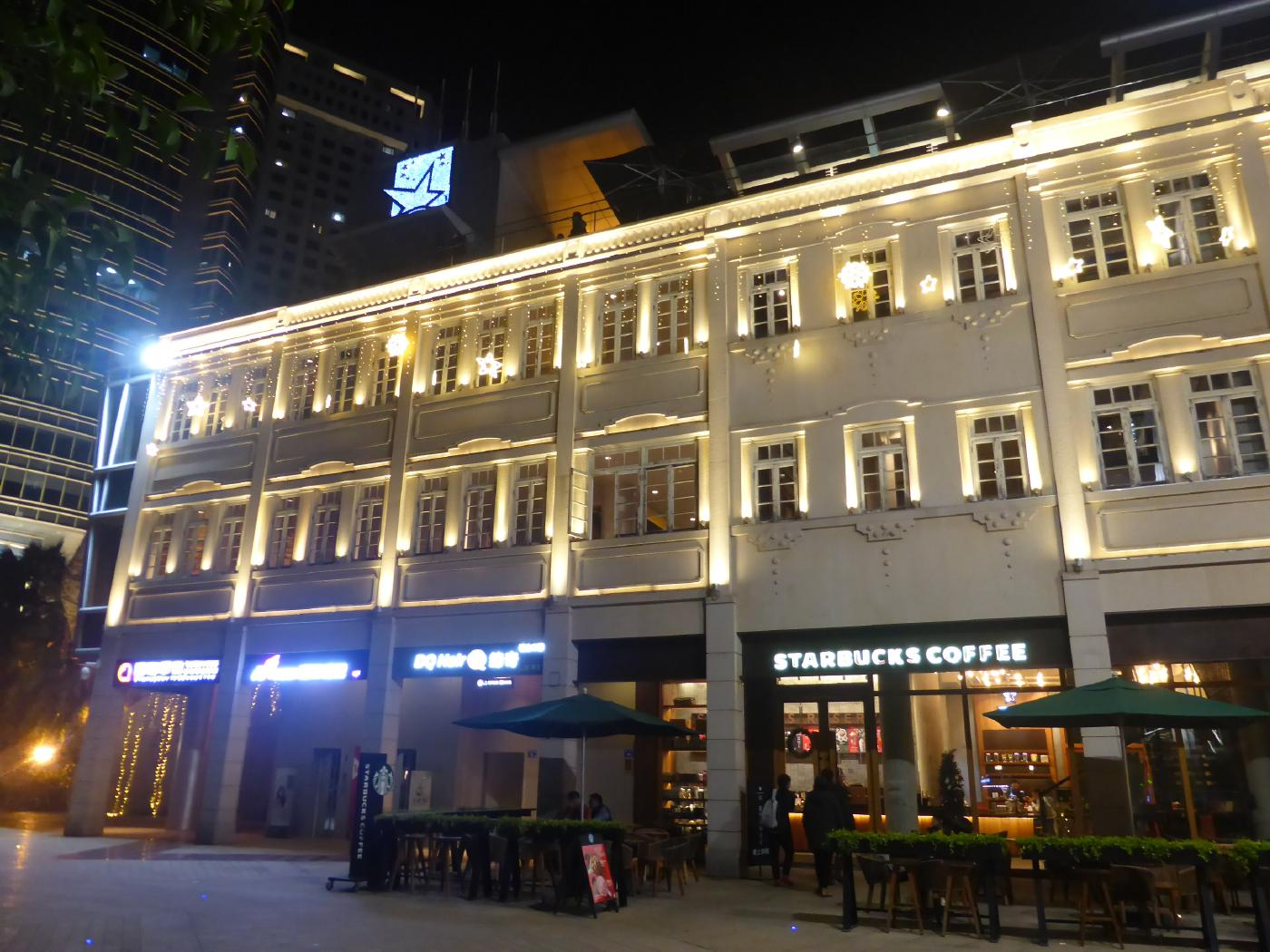
鷺江賓館に近いスターバックス
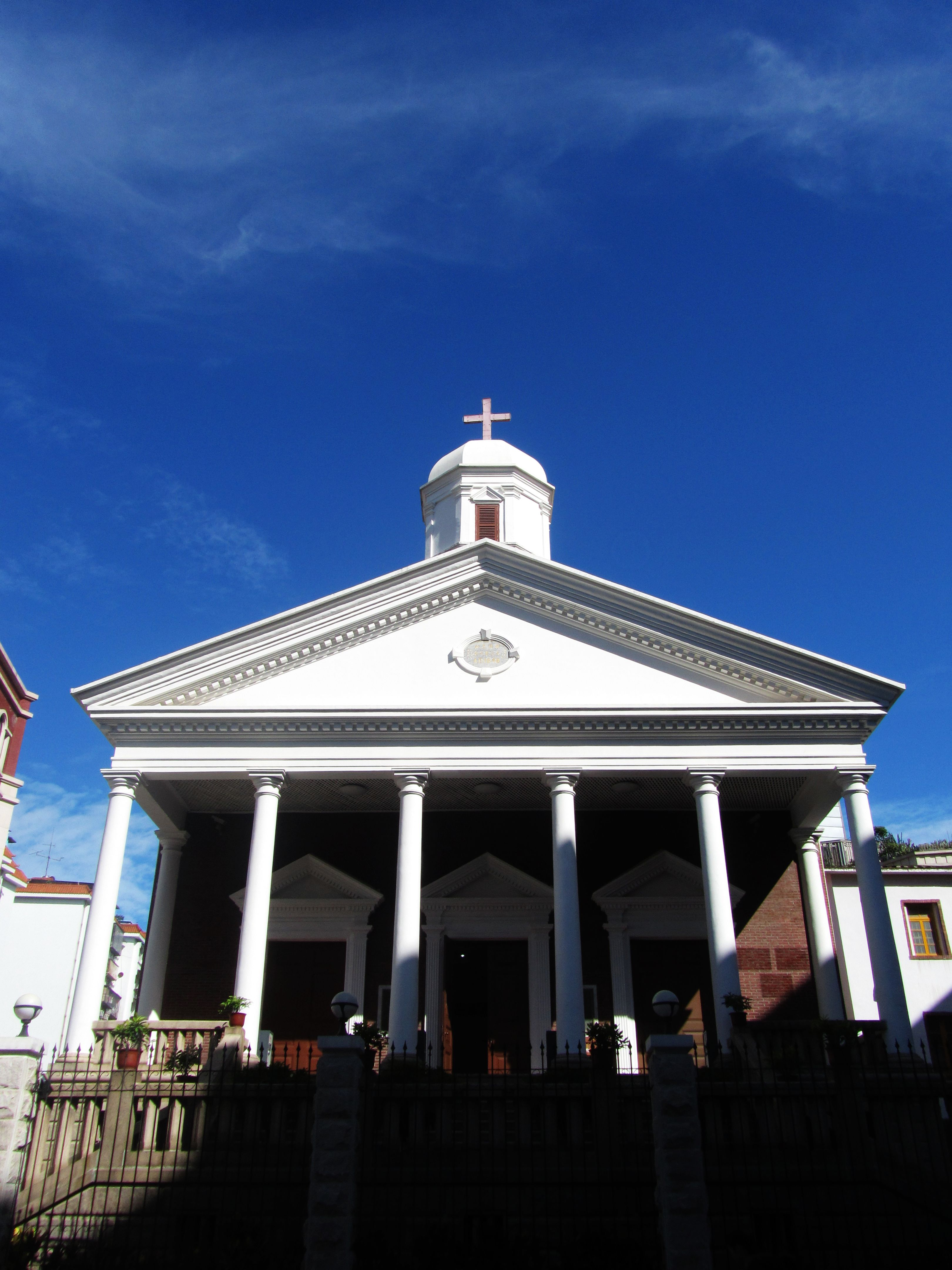
新街堂キリスト教会：外国文明を早くから取り入れ